# Promachus spissibarbis
Promachus spissibarbis là một loài ruồi trong họ Asilidae. Promachus spissibarbis được Macquart miêu tả năm 1846. Loài này phân bố ở vùng Tân nhiệt đới.